# Причины Австро-прусско-итальянской войны

## Датская война 1864 года
Вильгельм I, сын Фридриха Вильгельма III, стал королём Пруссии в 1861 г. после своего брата Фридриха Вильгельма IV. Захваченный врасплох конституционным кризисом в начале октября 1862 г., он доверил Отто фон Бисмарку два поста в правительстве: премьер-министра и министра иностранных дел. Бисмарк тут же бросил вызов палате депутатов, проведя серию военных реформ. Затем он открыто проявил своё пренебрежение к Габсбургам, бойкотируя сейм принцев, собранный во Франкфурте-на-Майне в 1863 году для обсуждения предложенных Австрией реформ Германского союза. Реформы планировались весьма ограниченными и были сконцентрированы только на интересах Габсбургской монархии. Австрийский император Франц Иосиф I пригласил на сейм Вильгельма I чтобы отдалить его от премьер-министра Бисмарка. Однако в Баден-Бадене Бисмарк вступил в спор с Вильгельмом I  и уговорил его отказаться от монархической солидарности и, следовательно, от поездки во Франкфурт-на-Майне, что перечеркнуло планы Австрии. 22 января 1863 г. реформы были отвергнуты большинством германских государств.
В своей речи, произнесённой перед бюджетной комиссией палаты представителей 30 сентября 1862 г., Бисмарк сказал:

«Не на либерализм Пруссии взирает Германия, а на её власть; пусть Бавария, Вюртемберг, Баден будут терпимы к либерализму. Поэтому вам никто не отдаст роль Пруссии; Пруссия должна собрать свои силы и сохранить их до благоприятного момента, который несколько раз уже был упущен. Границы Пруссии в соответствии с Венскими соглашениями не благоприятствуют нормальной жизни государства; не речами и высочайшими постановлениями решаются важные вопросы современности — это была крупная ошибка 1848 и 1849 годов, — а железом и кровью».

В ответ на меморандум Австрии от 22 сентября 1863 года касательно реформы Союза Бисмарк заявил, что реформа заслуживает своего названия лишь в том случае, если предполагается формирование парламента, избранного непосредственно народом:

«Интересы и потребности прусского народа неотделимы и никоим образом не отличны от интересов и потребностей немецкого народа; там, где этот принцип обретёт свой истинный смысл и свою истинную значимость, Пруссии никогда не придется опасаться того, что она может быть втянута в политику, противоречащую собственным интересам».

Средство, применённое здесь О. Бисмарком, было направлено непосредственно против Австрии и против правительств второстепенных германских государств, которые твёрдо стояли на позициях суверенитета и строили свой внешнеполитический курс по австрийскому образцу, а опосредованно — против либералов, которых он намеревался поразить их же оружием и поставить в крайне затруднительное положение. Однако в свете предшествующих событий о быстром результате нечего было и думать.
По сравнению с 1848 годом в 1864 году и без того сложная государственно-правовая, наследственно-правовая и династическая ситуация ещё более запуталась. Статус-кво 1852 года был закреплён Лондонским протоколом великих держав. Король Дании Кристиан IX, нарушив установленную Лондонским протоколом личную унию между Данией и обоими герцогствами, самовольно упразднил особое положение герцогства Шлезвиг, находящегося вне пределов Германского союза, и включил его в состав датского королевства. Это дало Бисмарку шанс переместить конфликт вокруг решения германского вопроса на периферию и даже, игнорируя Германский союз, предпринять совместные политические и военные действия с Австрией — со ссылкой на международные гарантии Начиная войну Пруссии с Данией в 1864 г., Бисмарк хотел предотвратить превращение датских Гольштейна и Шлезвига в самостоятельные государства в составе Германского союза. В этой войне он хотел испытать силу прусской армии после их реорганизации и увеличения и осуществить первый этап на пути к объединению Германии вокруг Пруссии.
Австрия была вынуждена присоединиться к Пруссии, чтобы не дать ей воспользоваться плодами военных побед. Заручившись нейтралитетом Франции, Пруссия напала на Данию и быстро разгромила её. Великие европейские державы в лице Британии, Франции, России и соседней Швеции не вступили в войну. Бисмарк поднял свой престиж как в Пруссии, так и во всём мире. В среде либеральной оппозиции были слышны самокритичные заявления, что Бисмарк как политик значительно превосходит либералов. Король Вильгельм I остался особенно доволен Бисмарком и написал ему:

«За четыре года, которые истекли с тех пор, как я поставил Вас во главе правительства, Пруссия заняла положение, достойное её истории и обещающее ей в дальнейшем счастливую и славную будущность».

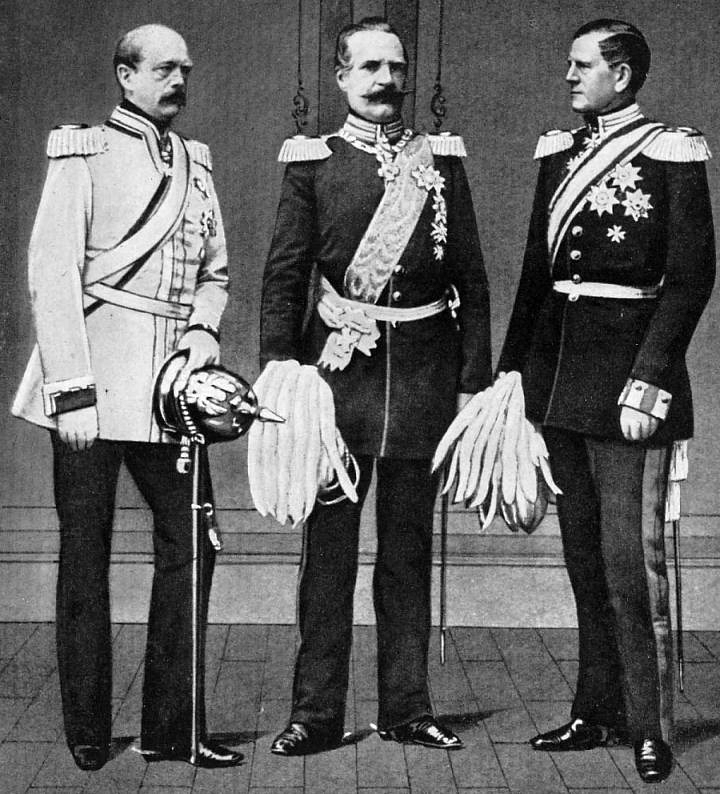
О. Бисмарк, слева, с А. Рооном (в центре) и Х. Мольтке Старшим (справа). Три лидера Пруссии в 1860-х.

Судьба отторгнутых от Дании герцогств, зависевшая от развития отношений между Пруссией и Австрией, ещё не была решена. От этого решения зависел ход дел в Германии в целом и в Пруссии в частности.
Прусский милитаризм продемонстрировал в войне с Данией свою крепнувшую мощь, после чего бисмарковская дипломатия направила свои усилия на то, чтобы результаты победы превратить в повод для военного конфликта со своим временным союзником и постоянным соперником в германских делах — Австрией. Поводом послужило совместное управление двух отторгнутых от Дании немецких провинций. Последнее стало источником трений между Пруссией и Австрией, таивших в себе возможность военных столкновений.
Позиция нейтралитета, занятая Российской империей в войне Пруссии и Австрии против Дании, укрепила Бисмарка в понимании того, как важны были для Пруссии хорошие отношения с Россией, необходимые и для осуществления следующего этапа объединения Германии, а именно войны с Австрией, решившей бы окончательно — кому быть гегемоном в Германии.
Датскую войну от войны австро-прусской отделяли всего лишь два года. Малая война, в которой обе державы выступили в качестве союзников, стала прелюдией к большой войне между ними, более того, дала предлог для неё.

«Уже современники событий поняли, — что в первом военном конфликте в зародыше содержался второй. И нет в сущности ничего сложного в том, чтобы воспроизвести этап за этапом фатальный процесс, который привёл и не мог не привести к войне 1866 года». (В. В. Чубинский «Бисмарк. Политическая биография»)

## Непосредственные причины войны или нейтралитета

### Англия.
В период правления королевы Виктории британское правительство проводило политику изоляционизма, что предполагало невмешательство в любые войны. Конец этой политике положила только первая мировая война. Британская королевская семья, связанная с домом Гогенцолернов, в целом симпатизировала немецким родственникам, а британское правительство благоприятно смотрело на усиление Пруссии, служившее противовесом главному колониальному конкуренту — Франции.

### Франция. Люксембургский вопрос. Свидание Бисмарка с Наполеоном III в Биаррице

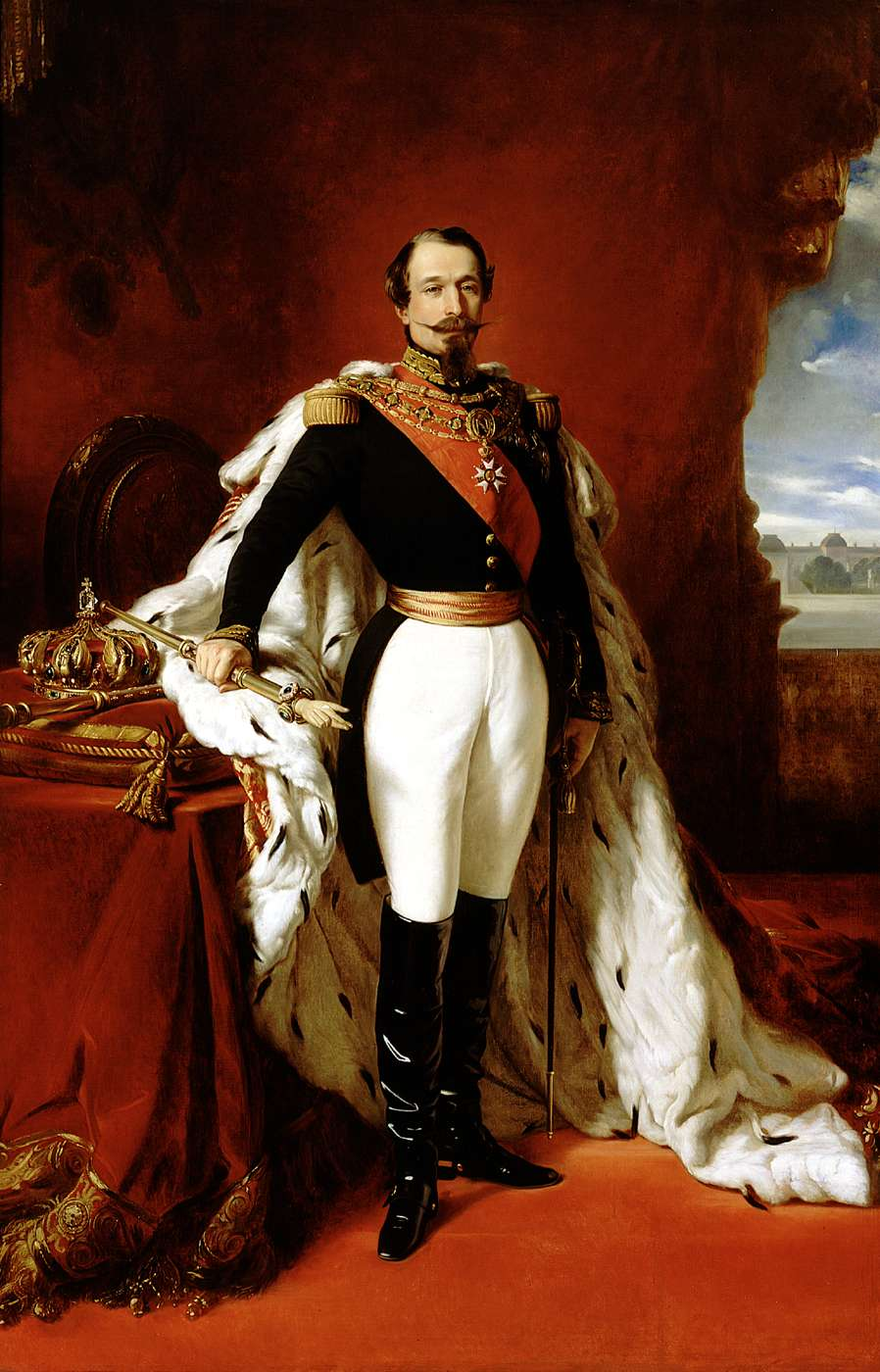
Портрет Наполеона III, Франц Ксавер Винтерхалтер (1852). 240 x 155 см, холст, масло. Наполеоновский музей, Рим.

В сентябре 1865 г. О. Бисмарк отправился на морской курорт Биарриц 43°28,47′ с. ш. 1°33,18′ з. д. на юге Франции, где находился французский двор. В обмен за нейтралитет в австро-прусской войне Бисмарк пообещал Наполеону III, никак не препятствовать включению Люксембурга, где находился прусский гарнизон, в состав Французской империи. Но император, отчасти под влиянием своей жены, отклонил это предложение, дав понять, что Пруссия не отделается только этим. За нейтралитет Франции Пруссия должна была дать обязательство не противиться присоединению Бельгийского королевства к Французской империи. Для Бисмарка это означало допустить такое усиление Франции, которое поставило бы под угрозу всю Рейнскую область Пруссии, кроме того это серьёзно осложнило бы отношения с Британией. Отказать Наполеону могло означать войну на два фронта: с Францией и Австрией. Бисмарк не ответил, и император вдруг прекратил разговоры о Бельгии. Наполеона III интересовали только земли на Рейне (конкретно Саарский бассейн, Пфальц со стратегической крепостью Шпейер и рейнская часть Гессен-Дармштадта с крепостью Майнц) и Бисмарку с трудом удалось добиться нейтралитета Франции. Однако, ещё оставалась возможность военного вторжения Франции в Бельгию и Люксембург в случае если Пруссия увязла бы в грядущей Австро-прусской войне.
Через несколько дней после отъезда Бисмарка из Биаррица, Наполеон III стал получать донесения агентов ему о переговорах между Бисмарком и итальянским королём Виктором-Эммануилом. Наполеон III немедленно обратился к императору Францу Иосифу. Французский император предупредил своего австрийского коллегу об опасности войны на два фронта с Пруссией и Италией и попытался убедить его добровольно уступить Венецию итальянскому королю. Это могло расстроить все замыслы Бисмарка, но ни у Франца-Иосифа, ни у его министров не хватило проницательности и силы воли, чтобы осознать необходимость этой передачи. Австрия ответила отказом на предложение Наполеона. Виктор-Эммануил обратил внимание Бисмарка на возникшее препятствие: Наполеон III не желает заключения союза между Италией и Пруссией. Итальянский король не смел ослушаться французского императора. Тогда Бисмарк снова отправился в Биарриц.
Бисмарк попытался убедить императора французов, что Австрия, отвергнув предложение Наполеона уступить Венецию Италии, доказала, что в принципе не желает считаться ни с чем и ни с кем и этим Франц Иосиф делает хуже только самому себе. Бисмарк внушал Наполеону III, что война будет крайне тяжёлой для Пруссии. По сведениям Бисмарка Австрия, намерена выставить на юге против Италии только слабые силы, почти вся австрийская армия будет направлена против Пруссии. Бисмарк очень тепло говорил о своей мечте связать Пруссию с Францией крепкими дружественными узами. После нескольких долгих бесед, Наполеон III снял свой запрет, Бисмарк одержал крупную дипломатическую победу. Бисмарк направил все усилия, чтобы успокоить Наполеона III, внушить ему полную уверенность, что выступление Италии никак не облегчит войну для Пруссии: Австро-прусская война станет затяжной, и следовательно изнурительной для Пруссии. Наполеон III, стоя с армией на Рейне, сможет в любой момент предъявить какие угодно требования Пруссии. Однако французская армия находилась в стадии перевооружения, казна была ослаблена предпринятыми Наполеном III мексиканской и корейской экспедициями. Впоследствии прусский военачальник Мольтке-старший не направил в Рейнскую область ни одного батальона, полностью полагаясь на дипломатическое искусство Бисмарка.

### Россия. Парижский конгресс. Польское восстание 1863 года

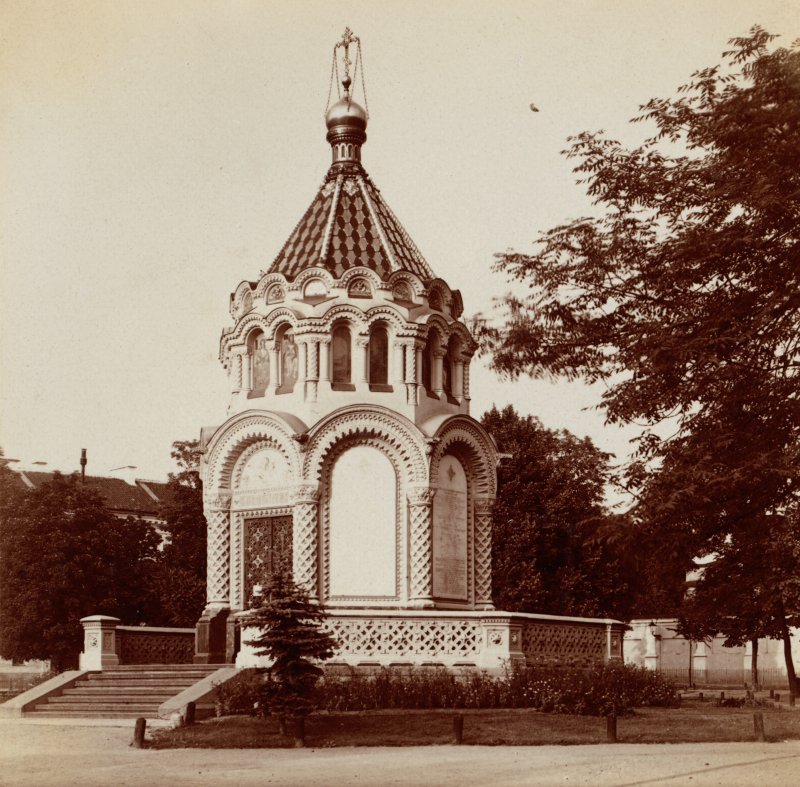
С. М. Прокудин-Горский. Александровская часовня в Вильне в память усмирения польского мятежа (не сохранилась)

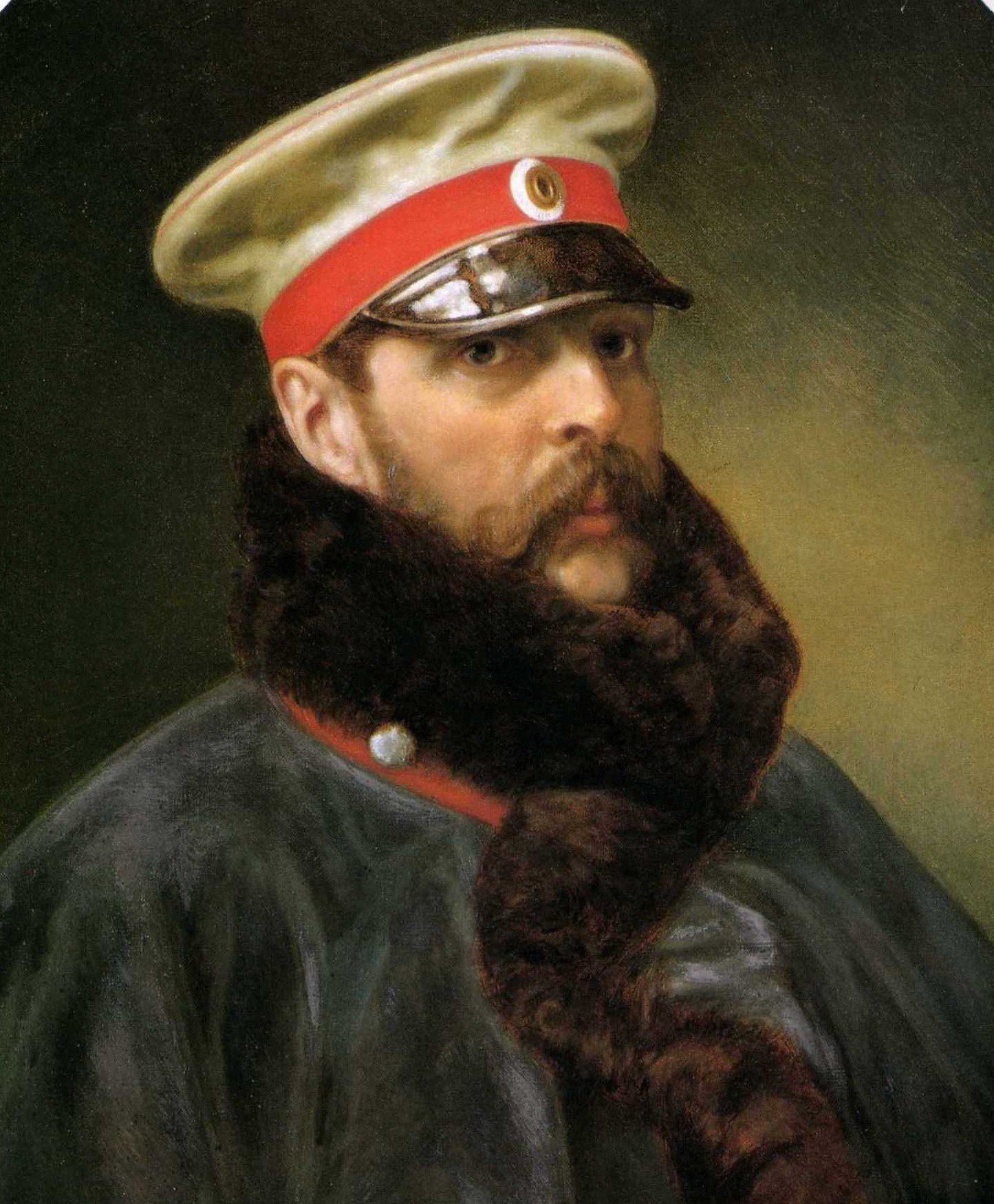
Портрет царя Александра II в шинели и фуражке. Неизвестный художник, около 1865.

Россия, занятая внутренними реформами, давно находилась в конфронтации с Австрией. Российские императоры не забывали и рассматривали как предательское поведение Франца Иосифа во время Крымской войны и грубое оскорбление, нанесённое премьер-министром Австрийской империи К. Буолем России на Парижском конгрессе. Франция по многим вопросам поддержала русскую делегацию, относясь к союзу с Британией достаточно формально. Наполеон III справедливо полагал, что его страна и так уже получила много от Крымской войны (от преобладания в Турции до «реванша» за 1814 г.). Более того, в ходе Парижского конгресса наметилось потепление отношений между бывшими врагами. Наполеон III подтвердил в беседе с А. Ф. Орловым, что отныне не видит никаких коренных противоречий, могущих помешать сближению России и Франции.
Александр II высоко ценил помощь Пруссии в подавлении недавнего польского восстания. Это позволило Бисмарку преодолеть тенденции сложившиеся в Санкт-Петербурге со времен Крымской войны предпочесть союз с Францией партнёрству с Пруссией, хотя во Франции были широко популярны симпатии к Польше со стороны как либералов, так и католиков. После 1863 г., как и после 1831 г., множество поляков переселилось за границу. Некоторое время польские эмигранты новой волны действовали в духе старой эмиграции, но в гораздо меньших размерах; скоро эта деятельность почти затихла. После крымской войны Россия, занятая своими собственными внутренними делами, на некоторое время совсем устранилась от западноевропейских дел, продолжая свою экспансию на Кавказе (Адыгея), в Средней Азии (Туркестанское генерал-губернаторство) и на Дальнем Востоке (Приамурье и Курильские острова). Так, в 1859 г. во время Второй войны за независимость Италии, Россия ограничилась лишь провозглашением вооружённого нейтралитета. На вмешательство римской курии в отношения российского правительства и католических российских подданных, Россия 4 декабря 1866 г. отменила конкордат 1847 г., а в июне 1869 г. запретило российским католическим епископам принимать участие в созванном папой Пием IX соборе.
Канцлер А. М. Горчаков не только считал объединение Германии невыгодным для России, но и полагал, что решительное противодействие ему русской дипломатии может сыграть огромную роль. У А. М. Горчакова была манера в тех случаях, когда его собеседник зависел от России, показать ему, что он вполне учитывает эту зависимость.

«Мне пришлось в частной беседе сказать ему [Горчакову]: вы обходитесь с нами не как с дружественной державой, а как со слугой, который недостаточно быстро является на звонок». О. Бисмарк.

Но в конце концов настроения царя взяли верх. Во время Датско-прусской войны российский император остался только посредником (хотя Россия была одной из стран-гарантов Лондонского договора 1852 года) и сохранил нейтралитет во время Австро-прусской войны 1866 г. Александр II настаивал лишь на том, чтобы при переделе Германии не слишком пострадал родственник его супруги — великий герцог Гессена Людвиг IV что Бисмарк мог легко гарантировать.

«Мы продолжаем считать, что европейское равновесие было бы под угрозой, если бы какая-либо держава получила в Германии подавляющий перевес или же другая великая держава была отстранена от всякого влияния на германские дела», — писал А. М. Горчаков во время Австро-прусской войны.

1 июля 1866 года русское правительство выдвинуло проект выступления великих держав в Берлине с целью выставить «моральный барьер» против «прусского насилия» в отношении Австрии и мелких германских государств.[уточнить]
В результате того, что Россия не встала на сторону одного из своих союзников, полностью распался Священный союз.

### Италия. Рисорджименто. Венецианская область
В результате Первой и Второй войн за независимость Италии, аннексий Сардинского королевства (Ломбардии, Пармы, Модены, Тосканы, большей части Папской области и Королевства Обеих Сицилий) образовалось унитарное государство Италия. Вне Италии оставались папская область, находившаяся под властью папы римского, и Венецианская область, принадлежавшая Австрии. Папская область не принадлежала Италии с момента её создания в 756 г., в отличие от Венецианской области, которая во все времена оставалась итальянской. В период наполеоновских войн, на её территории располагались одноимённая республика (697—1797), Транспаданская (1796—1797) и Цизальпинская республики (1797—1802) Итальянские республика (1802—1805) и королевство (1805—1814). Оккупированная войсками антинаполеоновской коалиции, Венецианская область по итогам Венского конгресса была присоединена к Австрийской империи в 1815 году, .
Наполеон III помог движению за объединение Италии, приняв участие во Второй войне за независимость Италии. Французский император вовсе не желал объединения Италии, тем более, революционным путём, хотя и говорил о своем сочувствии «принципу национальности». Его раздражало, что государства Средней Италии — Тоскана, Парма и Модена — явно стремились к объединению с Сардинским королевством, в то время как он готов был посадить на трон Тосканы своего двоюродного брата принца Наполеона Бонапарта. Трансформация Сардинского королевства в Итальянское предполагала уход французского гарнизона из Рима и ликвидацию теократической власти папы. Расположение французского духовенства много значило для французского императора. Создание рядом с Францией новой, крупной державы Наполеону казалось тогда излишним, а вскоре и опасным. В начале Второй войны за независимость Италии Наполеон получил Савойю и Ниццу, после чего Франция вышла из войны. В Третьей войне за независимость Италии Франция не участвовала.
В феврале 1866 года, за 4 месяца до начала войны, австрийское правительство из гордости отвергло предложение Италии о покупке Венецианской области за 1 000 000 000 лир. 30 апреля, ещё до начала мобилизации Пруссии, Австрия обратилась с просьбой посредничества к Наполеону III, имевшему решающее влияние на итальянское правительство: Австрия согласна отречься от Венеции в пользу Наполеона III с тем, чтобы последний подарил эту область Италии и тем обеспечил бы её нейтралитет. Наполеон III, однако, держался пассивно, а в Италии правительство побоялось нарушить союзный договор с Пруссией. Но Австрия, тем не менее, 12 июня, за несколько дней до начала войны, приняла на себя обязательство перед Францией вне зависимости от результата войны, передать Венецию Италии через посредство Франции . Конечно, для Австрии было бы разумнее снизойти до прямых переговоров с Италией, или по крайней мере до начала войны вывести войска из итальянских владений и использовать 80 тыс. хорошо подготовленных войск и почти такое же количество второлинейных составлявших гарнизоны крепостей на войне а не для обороны провинции, представлявшей уже отрезанный от государства ломоть. Но всё же шаг, предпринятый австрийской дипломатией, принёс Австрии значительные выгоды. Италия ещё до начала военных действий достигла своей конкретной политической цели и военные действия стали для неё простой формальностью, делом чести, выполнения союзных обязательств..
Король Италии и его ближайшее окружение не прочь были уклониться от заманчивых, но в то же время опасных предложений Бисмарка о вступлении Италии в союз против Австрии в 1866 году. Как выяснилось намного позже, премьер-министр предвидел, что итальянцы будут наголову разбиты, но это его нисколько не интересовало. Бисмарк даже брал на себя поручательство перед Виктором Эммануилом, что Венеция будет по общему (не сепаратному) миру передана Италии чем бы ни кончилось дело на Южном театре военных действий. 12 марта 1866 года, Бисмарк напутствовал главу прусского генерального штаба, генерала Хельмута фон Мольтке, отбывавшего во Флоренцию (временно бывшую столицей королевства Италии), так как Рим был занят французскими войсками, охранявшими папу, такими словами:

Условия, сложившиеся в Германии…, после упадка, который пережил в последние годы престиж всех союзных институций, более чем когда-либо нуждаются в обновлении, соответствующем справедливым чаяниям нации… Мы сами, если только более чем столетней давности антагонизм между Пруссией и Австрией когда-либо закончится полюбовной сделкой, не ради себя самих не имеем права удовлетвориться более теми незначительными преимуществами, которые дает простое обладание Эльбскими герцогствами, ибо в перспективе это будет означать только новый ряд постоянных столкновений, прежним бременем ложащихся на наши плечи.— 
Когда же Виктор-Эммануил продолжил колебаться, О. Бисмарк весьма недвусмысленно пригрозил, что через голову прусского короля обратится непосредственно к народу и призовёт на помощь итальянских революционеров — Маццини и Гарибальди. Тогда Виктор Эммануил решился и дал О. Бисмарку нужные обещания. В результате, Пруссия, всё-таки добилась при посредничестве императора Франции Наполеона III заключения 8 апреля 1866 года прусско-итальянского союза (с трёхмесячным сроком действия) с обязательством не заключать сепаратного мира. В последний момент итальянцы объявили, что им желательно было бы получить от Пруссии 120 миллионов франков, на что О. Бисмарк без колебаний согласился. Этот договор важен был для успокоения прусского короля Вильгельма I, опасавшегося вступить в единоборчество с Австрией. После этого, О. Бисмарк начал дипломатическое и политическое наступление на неё.

Эволюция границ в Италии после наполеоновских войн и до Первой мировой войны
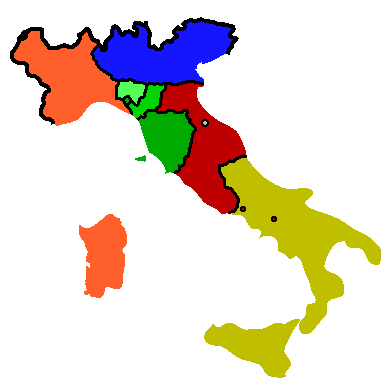
1859: Сардинское королевство Тоскана, Парма и Модена Венецианская область и Ломбардия (Австрийская империя) Папская область Королевство Обеих Сицилий
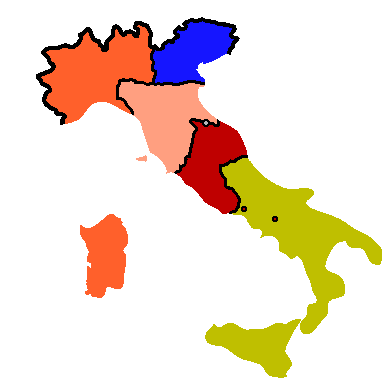
1860: Сардинское королевство Венецианская область (Австрийская империя) Папская область Королевство Обеих Сицилий
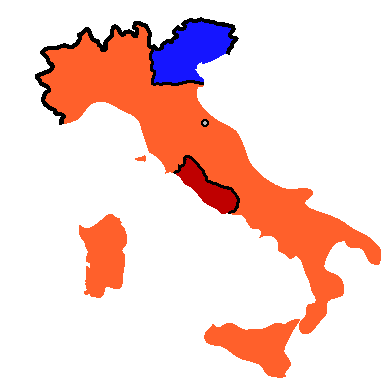
1861: Королевство Италия Венецианская область (Австрийская империя) Папская область
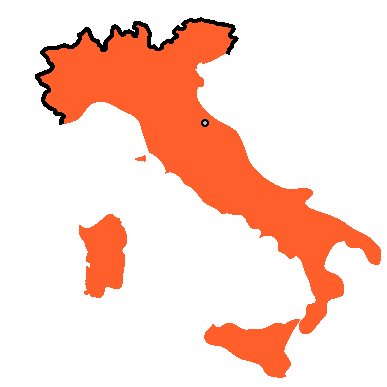
1870: Королевство Италия

### Национально-освободительные движения в Австрийской империи
Двигаясь по пути национал-революционного решения, О. Бисмарк углубил установленные ещё в 1862 году контакты с венгерскими эмигрантами, группировавшимися вокруг Л. Кошута и Д. Клапки. Эмигранты в составе легиона должны были из Силезии продвинуться в Моравию и поднять восстание в Венгрии. Были установлены связи и с чехами в Богемии, и с румынами, и с сербами, которые должны были мобилизовать подданных Габсбургов из числа южных славян. Все эти меры, а также договоренность с Италией о продвижении армии в направлении Вены и через Адриатику в Венгрию должны были способствовать скорейшему принятию решения, которое представлялось О. Бисмарку безусловно необходимым. Единственное сражение, которое произошло при Кёниггреце 3 июля 1866 года, решило исход войны быстрее, чем ожидал Бисмарк, благодаря ярко проявившимся новым тенденциям в прусской армии, и в первую очередь благодаря продуманному руководству Мольтке. До заготовленных предусмотрительным премьером взрывоопасных элементов национал-революционного толка просто не дошла очередь.
Чрезвычайно нелегко одними средствами вооружённого фронта достигнуть полного уничтожения боеспособности неприятельского государства. Поэтому Бисмарк направил свои усилия к тому, чтобы нанести мощный политический удар австрийской государственности изнутри. Средством для этого должно было явиться венгерское национально-революционное движение. В Пруссию был приглашен талантливейший венгерский революционный генерал Клапка и кадры венгерской эмиграции. Все пленные венгерской национальности должны были изолироваться от прочих и назначаться на тяжелые земляные работы; в случае согласия их поступить в легион, который формировали в Силезии офицеры Клапки, они сразу освобождались от каторжных условий существования и получали все блага. Вследствие краткости войны, растянувшейся всего на 6 недель времени, Клапка успел сформировать с затратой 250 тысяч талеров только 1 легион в 3000 бойцов и за несколько часов до подписания предварительных условий мира успел с ними перейти демаркационную линию, пробыл 5 суток в тылу австрийцев, но, вследствие прекращения военных действий, должен был уйти назад к пруссакам. Одновременно Бисмарк поддерживал деньгами и организацию вооружённого восстания в самой Венгрии. В эмиграции представительство этой организации было возложено на графа Чаки, внутри Венгрии организация руководилась Комароми. Венгрия была разделена на 8 участков, во главе коих стояли начальники повстанческих дивизий; дивизионные округа делились на 2—4-бригадные округа; в каждом населенном пункте имелся командир, тайно вербовавший повстанцев. Труднее всего складывался вопрос об оружии: в разоруженной Венгрии повстанцы располагали только 18 000 ружей, частью неудовлетворительного качества. В случае затяжки войны эта организация дала бы себя знать. Но и теперь, несмотря на примирительное поведение австрийского правительства, венгерские друзья Бисмарка сделали невозможным созыв венгерских депутатов для голосования чрезвычайного набора и дружно помешали произвести таковой в Венгрии; кроме того, они командировали в венгерские полки целый рой пораженческих агитаторов, речи которых имели успех, судя по сдаче без сопротивления целых венгерских батальонов в боях войны 1866 г.
Австрийские писатели приходили в негодование от такого потакания Бисмарком венгерским революционерам: добро бы, — говорили они, — Пруссия терпела поражения и вступала бы в союз с революцией для сохранения своего государственного существования, то Бисмарк, солидный государственный деятель, с оттенком реакционности и юнкерства, занимается революционным делом — и особенно усердно как раз после победы под Кениггрецем. Мы думаем, однако, что Бисмарк был прав, так как не уничтожение вооружённых сил Австрии, а угроза венгерского восстания в тылу в конечном счёте заставили Франца-Иосифа пойти в последнюю минуту на предложенные Бисмарком условия мира; тем самым венгерская политика Бисмарка чувствительно уменьшила издержки борьбы за объединение Германии.
Для австрийского правительства была также ясна необходимость договориться с венграми для обеспечения спокойствия тыла. Венгров могло бы удовлетворить только дарование полной автономии. Франц-Иосиф встал на этот путь, но не сделал вовремя решительного шага. Уступки венграм были начаты с другого конца — с дарования комитатам самоуправления; а последние начали с того, что уволили со службы немецких чиновников, учителей и т. д.; соглашение с венграми было ещё не достигнуто, а административный аппарат принуждения венгров был разрушен. Наиболее умеренные и преданные Францу-Иосифу венгерские политики могли в момент войны занять лишь позицию молчаливого нейтралитета.

### Австрия и Пруссия. Гаштейнская конвенция (14 августа 1865 г.).
| Германский союз перед Австро-прусской войной | | |
| Империи: Австрия Королевства: Пруссия Бавария Саксония Вюртемберг Ганновер Курфюршества: Гессен-Кассель Великие герцогства: Баден Гессен-Дармштадт Люксембург Ольденбург Саксен-Веймар-Эйзенах Мекленбург-Шверин Мекленбург-Стрелиц | Герцогства: Брауншвейг-Люнебург Гольштейн Лимбург Нассау Анхальт-Бернбург (до 1863) Анхальт-Дессау Анхальт-Кётхен (до 1847) Саксен-Альтенбург (c 1826) Саксен-Кобург-Заальфельд (до 1826) Саксен-Кобург-Гота (с 1826) Саксен-Гота-Альтенбург (до 1826) Хильдбургхаузен (до 1826) Саксен-Лауэнбург Саксен-Мейнинген | Княжества: Гогенцоллерн-Хехинген (до 1850) Гогенцоллерн-Зигмаринген (до 1850) Гессен-Гомбург Лихтенштейн Липпе-Детмольд Шаумбург-Липпе Вальдек-Пирмонт Рёйсс-Грейц Рёйсс-Шлейц Шварцбург-Рудольштадт Шварцбург-Зондерсхаузен Вольные города: Бремен Франкфурт-на-Майне Гамбург Любек |

14 августа 1865 г. в Гаштейне была подписана конвенция, согласно которой герцогство Лауэнбург отходило в полную собственность Пруссии (за уплату 2,5 миллионов талеров золотом), Шлезвиг поступал в управление Пруссии, Гольштейн — Австрии. Последний был отделен от Австрийской империи рядом германских государств и прежде всего той же Пруссией, что делало его обладание весьма шатким и рискованным. Но, кроме того, Бисмарк осложнил дело тем, что право собственности на всю территорию обоих герцогств — Шлезвига и Гольштейна — сообща имели Австрия и Пруссия, в том смысле, что в Гольштейне должна была быть австрийская администрация, а в Шлезвиге — прусская. Император Франц Иосиф I с самого конца датской войны настаивал на том, что Австрия с удовольствием уступит все свои «сложные» права на Гольштейн в обмен за самую скромную территорию на прусско-австрийской границе, выкроенную из прусских земель. Когда О. Бисмарк отказал наотрез, его замысел стал совершенно ясен Францу Иосифу, и император стал искать союзников для предстоящей войны. В мае 1865 года, он безуспешно пытался установить контакт с Баварией как партнером по антиавстрийскому альянсу, с тем чтобы продемонстрировать, что истинной его целью, в том числе и в сфере союзной политики, является «совокупное решение» на мелконемецкой основе.
Бисмарк обвинил Австрию в нарушении условий Гаштейнской конвенции (Австрия не пресекала антипрусской агитации в Гольштейне). Когда Австрия поставила этот вопрос перед Союзным сеймом, Бисмарк предупредил сейм, что этот вопрос касается только Австрии и Пруссии. Тем не менее, Союзный сейм продолжал обсуждать эту проблему. В результате, Бисмарк аннулировал конвенцию и представил в Союзный сейм предложение по преобразованию Германского союза и исключению из него Австрии. Это произошло в тот же день что и заключение прусско-итальянского союза, 8 апреля 1866 года.

«…созвать собрание на основе прямых выборов и всеобщего избирательного права для всей нации, с тем чтобы принять и обсудить проекты реформы союзной конституции, предложенные немецкими правительствами».

О. Бисмарк придавал огромное значение подготовке к войне во внутреннеполитическом отношении и решил вести войну под широким лозунгом устройства Северогерманского союза. Он выдвинул официальную программу такого объединения, с резким ограничением суверенитета отдельных германских государств, с созданием единого общего парламента, избираемого на основе всеобщего тайного мужского избирательного права и призванного стать противовесом центробежным стремлениям, с объединением всех вооружённых сил союза под руководством Пруссии. Эта программа естественно оттолкнула большинство средних и малых германских монархий. Предложение О. Бисмарка сейм отверг.
14 июня 1866 года он объявил Германский союз «недействительным». В результате остальные немецкие государства приняли решение о создании органа союзной исполнительной власти, направленного против правонарушителя — Пруссии. Практически война против Пруссии велась коалицией большинства немецких государств под предводительством Австрии. Бисмарк обратился к немецкому народу, чтобы противостоять тому ужасу перед «братоубийственной войной», которым была охвачена вся нация:

«В течение полувека Германский союз был оплотом не единства, а раздробленности нации, утратил вследствие этого доверие немцев и на международной арене стал свидетельством слабости и бессилия нашего народа. В эти дни Союз собираются использовать для того, чтобы призвать Германию обратить оружие против того из союзников, который внес предложение о формировании германского парламента и тем самым сделал первый и решающий шаг по пути удовлетворения национальных чаяний. У войны против Пруссии, которой так домогалась Австрия, отсутствует союзно-конституционная основа; для неё нет никакой причины и ни малейшего повода».

Канцлера очень беспокоило внешнее оправдание намечавщейся войны. Он повернул дело таким образом, что Австрия первая объявила мобилизацию. На стол австрийского императора была подкинута схема предстоящего прусского вторжения, составлена выдающимся военным стратегом Х. Мольтке Старшим.